# Eugene O'Dunne
Eugene O'Dunne ou Eugene Antonio Dunne (22 de junho de 1875 - 30 de outubro de 1959) foi um juiz do Supremo Tribunal da cidade de Baltimore.